# Рамос, Луисель
Луисе́ль Ра́мос (исп. Luisel Ramos; 12 апреля 1984, Монтевидео, Уругвай — 2 августа 2006, там же) — уругвайская фотомодель.

## Биография
Луисель Рамос родилась 12 апреля 1984 года в Монтевидео (Уругвай). Её отец — бывший футболист уругвайской сборной по футболу Луис Рамос, младшая сестра Луисель — Элиана Рамос (1988—2007) — была также фотомоделью.

## Смерть
2 августа 2006 года во время показа Луисель почувствовала себя плохо и по пути в раздевалку потеряла сознание. Рамос была доставлена в больницу, где в 21:15 она скончалась. Ей было 22 года.
Причиной смерти был назван сердечный приступ, вызванный нервной анорексией. Как сообщается при росте 175 см модель весила всего 44 кг, индекс массы её тела составлял 14,5 в то время, как 16 - уже серьёзный недостаток.
13 февраля 2007 года 18-летняя сестра Луисель — Элиана скончалась в доме своих дедушки и бабушки в Монтевидео также от проблем с сердцем, вызванных анорексией.
Незадолго до сестёр Рамос от анорексии скончалась 22-летняя бразильская фотомодель Ана Каролина Рестон. В декабре 2006 года среди бразильских женщин были отмечены ещё несколько таких случаев.